# Święty Szczepan

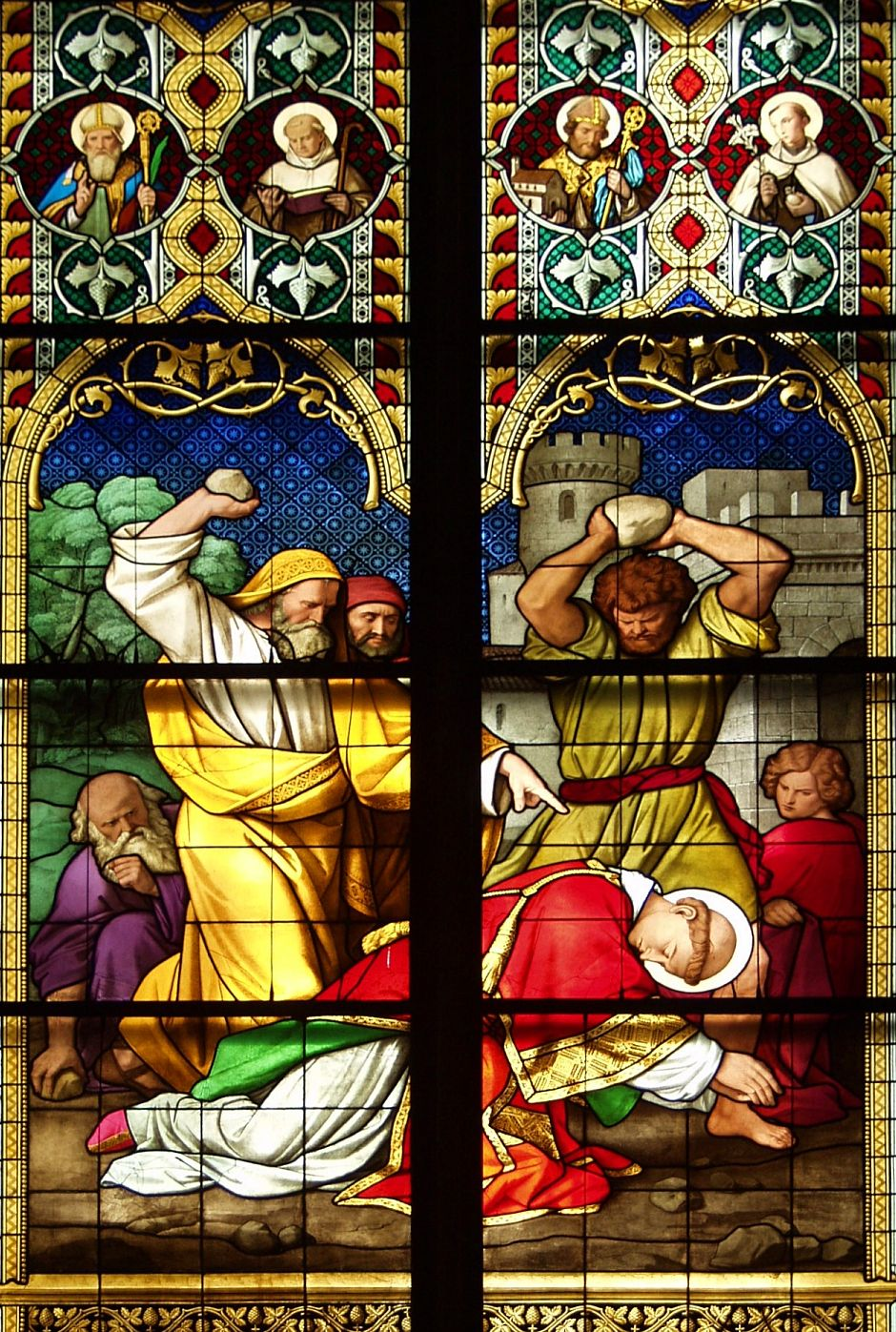
Męczeństwo (ukamienowanie) Szczepana, witraż w Oknie bawarskim kolońskiej katedry, Niemcy

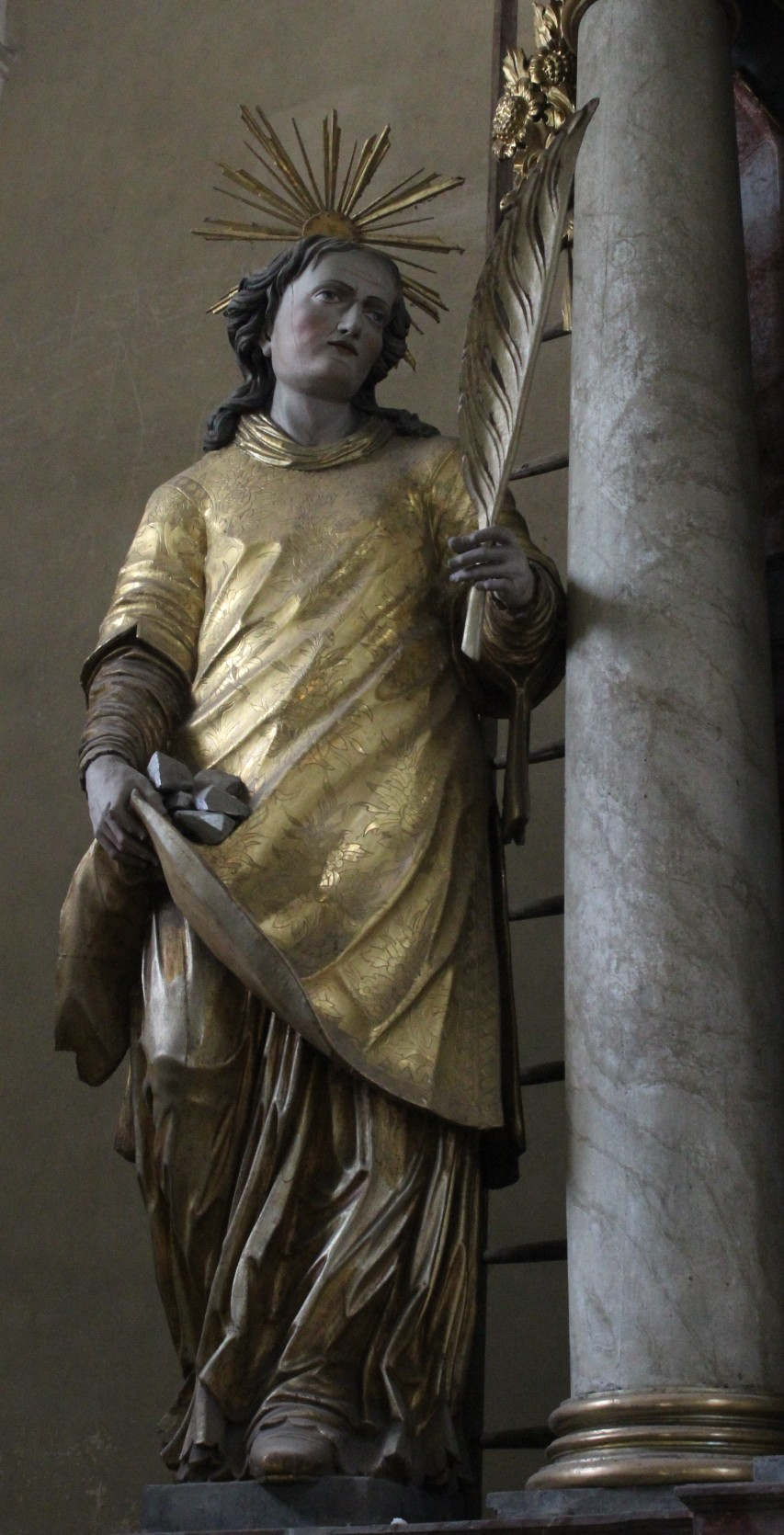
Święty Szczepan (Martínkovice)

Święty Szczepan, Stefan (gr. Στέφανος, stephanos – korona, wieniec, cs. Стефан Первомученик) – święty katolicki oraz apostoł Kościoła prawosławnego, zwany pierwszym męczennikiem (gr. Πρωτομάρτυρας). Święty ten wymieniany jest w Modlitwie Eucharystycznej (Communicantes) Kanonu rzymskiego.

## Życie
Szczepan, jak większość pierwszych chrześcijan, z pochodzenia był Żydem. Był zwierzchnikiem grupy nazywanej hellenistami. Szczepan, odcinając chrystianizm od kultu jerozolimskiego, stworzył warunki do jego rozpowszechnienia. Pragnął zreformować judaizm poprzez powrót do jego korzeni (z wyjątkiem przykazań dotyczących świątyni i kultu ofiarnego). Zginął ok. 34 roku, ukamienowany przez miejscową społeczność żydowską w Jerozolimie.

Występuje w Dziejach Apostolskich jako pierwszy z siedmiu diakonów pomagających apostołom Jezusa Chrystusa, obok Prochora, Filipa, Nikanora, Tymona, Parmenasa i Mikołaja prozelity (Dz 6, 2-5 BT)

Szczepan pełen łaski i mocy działał cuda i znaki wielkie wśród ludu (Dz 6,8).

Został osądzony przez Sanhedryn i ukamienowany:

Wyrzucili go poza miasto i kamienowali, a świadkowie złożyli swe szaty u stóp młodzieńca, zwanego Szawłem. Tak kamienowali Szczepana, który modlił się: «Panie Jezu, przyjmij ducha mego!» A gdy osunął się na kolana, zawołał głośno: «Panie, nie poczytaj im tego grzechu!» Po tych słowach skonał. (Dz 7, 58-60).

## Kult
Ikonografia
W ikonografii przedstawiany jest w dalmatyce.
Na ikonach apostoł przedstawiany jest jako młodzieniec bez zarostu, z długimi lub krótkimi włosami, ubrany w szaty diakońskie (w okresie najwcześniejszym) białe, a od średniowiecza bardziej kolorowe i bogato zdobione. W prawej dłoni trzyma kadzielnicę, w lewej naczynie na kadzidło lub rzadziej krzyż. Jako postać pojedyncza występuje rzadko. Najczęściej przedstawianą sceną jest kamienowanie świętego.
Atrybutami świętego są: kamienie na księdze Ewangelii lub w rękach, gałązka palmowa.
Dzień obchodów
W katolickim kalendarzu liturgicznym jego święto obchodzone jest 26 grudnia (dzień po Bożym Narodzeniu).
Cerkiew prawosławna wspomina apostoła-męczennika czterokrotnie:
- 27 grudnia/9 stycznia[5], tj. 9 stycznia według kalendarza gregoriańskiego,
- 2/15 sierpnia, tj. 15 sierpnia (rocznica przeniesienia relikwii w 428),
- 15/28 września, tj. 28 września (rocznica otwarcia relikwii w 415),
- 4/17 stycznia, tj. 17 stycznia (Sobór siedemdziesięciu apostołów).

Patronat
81 miejscowości w Polsce wywodzi swoją nazwę od imienia świętego Szczepana. Wśród nich jest wieś Szczepanów, w której urodził się święty Stanisław BM.
Jest patronem archidiecezji wiedeńskiej, kamieniarzy, kucharzy i tkaczy.